# Austro-Daimler vz. 17

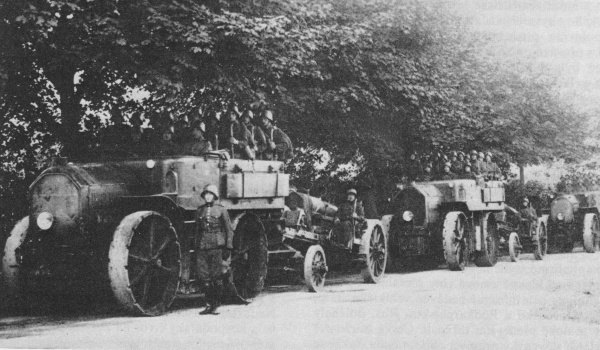
Tahač prvorepublikové Československé armády Austro-Daimler vz. 17 s 15cm těžkou houfnicí vz. 15 Škoda

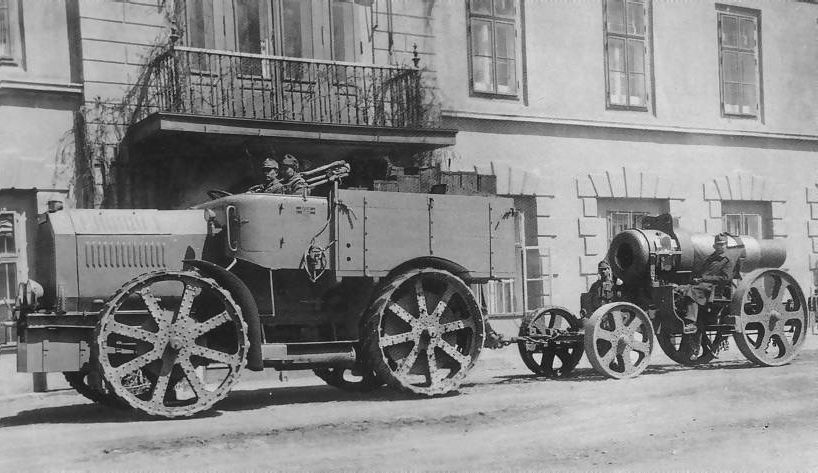
Austro-Daimler M 17 s 30,5cm moždířem M 11, rok 1917

Dělostřelecký tahač Austro-Daimler vz.17 "Goliáš" byl rakousko-uherský dělostřelecký tahač používaný v první světové válce. Byl vyráběn firmou Austro-Daimler, která byla od roku 1913 spojena s firmou Škoda Plzeň. Po skončení války firma Škoda navázala na výrobu kolových tahačů a vyráběla modernější typy tahačů Škoda U a Škoda Z.
Tahače Austro-Daimler vz. 17 získala po válce díky nástupnictví po Rakousku-Uhersku i Československá armáda, která je používala pro tažení těžkých houfnic ráže 150 mm a 30,5cm moždířů vz. 16. 

## Technické údaje
- hmotnost pohotovostní: 9700 kg
- hmotnost max.: 13700 kg
- délka: 6350 mm
- šířka vpředu: 2020 mm
- šířka vzadu: 2220 mm
- výška: 2450 mm
- výška korby: 2255 mm
- motor: Austro Daimler, zážehový vodou chlazený čtyřválec
- obsah motoru: 9365 cm³
- výkon: 58,8 kW (80 k) při 1000 otáčkách za minutu
- maximální rychlost: 14 km/h
- znak náprav: 4×2
- průměr kol: 1460 mm
- rozvor: 3000 mm
- rozchod vpředu: 1720 mm
- rozchod vzadu: 1600 mm
- kola: s ocelovým běhounem